# Branko Cikatić
Branimir „Branko” Cikatić (ur. 3 października 1954 w Splicie, zm. 23 marca 2020 w Solinie) – chorwacki kickbokser, wielokrotny mistrz Europy i świata, pierwszy w historii mistrz K-1.

## Kariera sportowa

### Kariera amatorska
W wieku 12 lat rozpoczął treningi taekwondo. Cztery lata później zaczął również ćwiczyć karate Shōtōkan i judo. Po ukończeniu 18 lat przez krótki okres walczył w boksie (amatorski bilans 16-1), aby ostatecznie poświęcić się kick-boxingowi. W latach 1979–1983 zdobył w formule full contact pięciokrotnie mistrzostwo Europy i raz mistrzostwo świata. Amatorską karierę kickbokserską zakończył z bilansem 152 zwycięstw i 4 porażek.

### Kariera zawodowa
W 1984 roku wyjechał do Holandii i przeszedł na zawodowstwo. Wstąpił do amsterdamskiego klubu Chakuriki Gym, gdzie jego trenerem kick-boxingu i boksu tajskiego został renomowany szkoleniowiec Thom Harinck. W następnych latach niepokonany Cikatić zdobywał kolejne tytuły mistrzowskie zarówno w kick-boxingu, jak i boksie tajskim, wygrywając większość walk przez nokaut. W 1989 zajął pierwsze miejsce w prowadzonym przez branżowe niemieckie czasopismo Karate BUDO Magazine rankingu na najpopularniejszą osobistość w środowisku sztuk walki (przed Jean-Claude Van Dammem i Chuckiem Norrisem). Pierwszej porażki na zawodowym ringu doznał dopiero w Melbourne w 1992 roku z rąk Stana Longinidisa w walce o mistrzostwo świata WKA.
W K-1 zadebiutował 30 kwietnia 1993 roku u szczytu swojej długoletniej kariery (w wieku 38 lat) podczas pierwszego w historii turnieju K-1 Grand Prix w Tokio. Znokautował wszystkich trzech przeciwników (m.in. w finale późniejszego 4-krotnego mistrza K-1 Ernesto Hoosta), zdobywając tytuł mistrza tej organizacji. Rok później bezskutecznie próbował powtórzyć sukces − przegrał w półfinale z Japończykiem Masaaki Satake, po czym kilka miesięcy później wycofał się ze startów.
W marcu 1997 roku powrócił do K-1, wygrywając przez TKO z Musashim. Kolejne dwie walki przegrał jednak przed czasem (z Greco i Bernardo) i w 1998 roku, mając blisko 44 lata, definitywnie zakończył kickbokserską karierę (bilans walk zawodowych 92-6-1). Pozostaje najstarszym zawodnikiem, który wygrał turniej K-1. Dokonał tego w wieku 38 lat i 208 dni.
W 1998 i 1999 roku stoczył dwie walki na zasadach MMA w organizacji PRIDE FC. Obie przegrał, po czym zakończył sportową karierę.

## Osiągnięcia
Kariera zawodowa:
- 1998: Mistrz Świata WMTA (Zagrzeb)
- 1993: Mistrz K-1 World GP (Tokio)
- 1991: Mistrz Świata w boksie tajskim w kat. 86 kg (Berlin)
- 1990: Mistrz Świata IKBF w kick-boxingu w kat. 86 kg
- 1989: Mistrz Świata WKA w kick-boxingu w kat. 86 kg
- 1987: Mistrz Świata w boksie tajskim w kat. 82,5 kg (Amsterdam)
- 1986: Mistrz Europy w boksie tajskim (Paryż)
- 1985: Mistrz Europy w boksie tajskim (Amsterdam)

Kariera amatorska:
- 1983: Mistrz Europy w full contact (Caen)
- 1982: Mistrz Europy w full contact (Berlin)
- 1981: Mistrz Europy w full contact w kat. 79 kg (Dublin)
- 1981: Mistrz Świata w full contact w kat. 79 kg (Miami)
- 1980: Mistrz Europy w full contact w kat. 79 kg (Londyn)
- 1979: Mistrz Europy WAKO w full contact (Mediolan)

## Dalsza kariera i życie prywatne
W 1996 r. wystąpił w filmie akcji pt. Wieżowiec u boku Anny Nicole Smith, gdzie wcielił się w epizodyczną postać imieniem Zarkov. W 2018 r. zdiagnozowano u niego zatorowość płucną. Podczas pobytu w szpitalu nabawił się zakażenia szpitalnego, które wywołało u niego posocznicę. Późniejsze badania wykazały również, że cierpiał na chorobę Parkinsona. Zmarł 23 marca 2020 roku.

## Lista zawodowych walk w MMA
| Wynik     | Bilans | Przeciwnik (bilans przed walką) | Rozstrzygnięcie                    | Runda | Czas | Rozgrywki | Data       | Miejsce  | Uwagi        |
| --------- | ------ | ------------------------------- | ---------------------------------- | ----- | ---- | --------- | ---------- | -------- | ------------ |
| Przegrana | 0-2    | Maurice Smith (8-12)            | Poddanie (duszenie przedramieniem) | 1     | 7:33 | Pride 7   | 12.09.1999 | Yokohama |              |
| Przegrana | 0-1    | Mark Kerr (7-0)                 | Dyskwalfikacja (łapanie lin)       | 1     | 2:14 | Pride 2   | 15.01.1998 | Yokohama | debiut w MMA |